# Ménil-de-Senones
Pour les articles homonymes, voir Mesnil.
Ménil-de-Senones est une commune française située dans le département des Vosges, en région Grand Est.

## Géographie

### Localisation
La commune est à 2,8 km de Senones, 4,5 de Chânas et 5,5 de Grandrupt.
| Senones      | Vieux-Moulin     | Le Puid |
|              | Ménil-en-Senones | Châtas  |
| Moyenmoutier | Ban-de-Sapt      |         |

### Géologie et relief
Le finage en forme de clairière de la commune de Ménil-de-Senones est apparue que lorsque les marges du finage ont commencé à être reboisées,.
Forêts communales.

### Sismicité
Commune située dans une zone 3 de sismicité modérée.

### Hydrographie et les eaux souterraines
Hydrogéologie et climatologie : Système d’information pour la gestion des eaux souterraines du bassin Rhin-Meuse :
Territoire communal : Occupation du sol (Corinne Land Cover); Cours d'eau (BD Carthage),
Géologie : Carte géologique; Coupes géologiques et techniques,
 Hydrogéologie : Masses d'eau souterraine; BD Lisa; Cartes piézométriques.
La commune est située dans le bassin versant du Rhin au sein du bassin Rhin-Meuse. Elle est drainée par le ruisseau de Lavaux, le ruisseau du Pre de l'Aune, le ruisseau du Vieux Moulin et le ruisseau le Courade,.

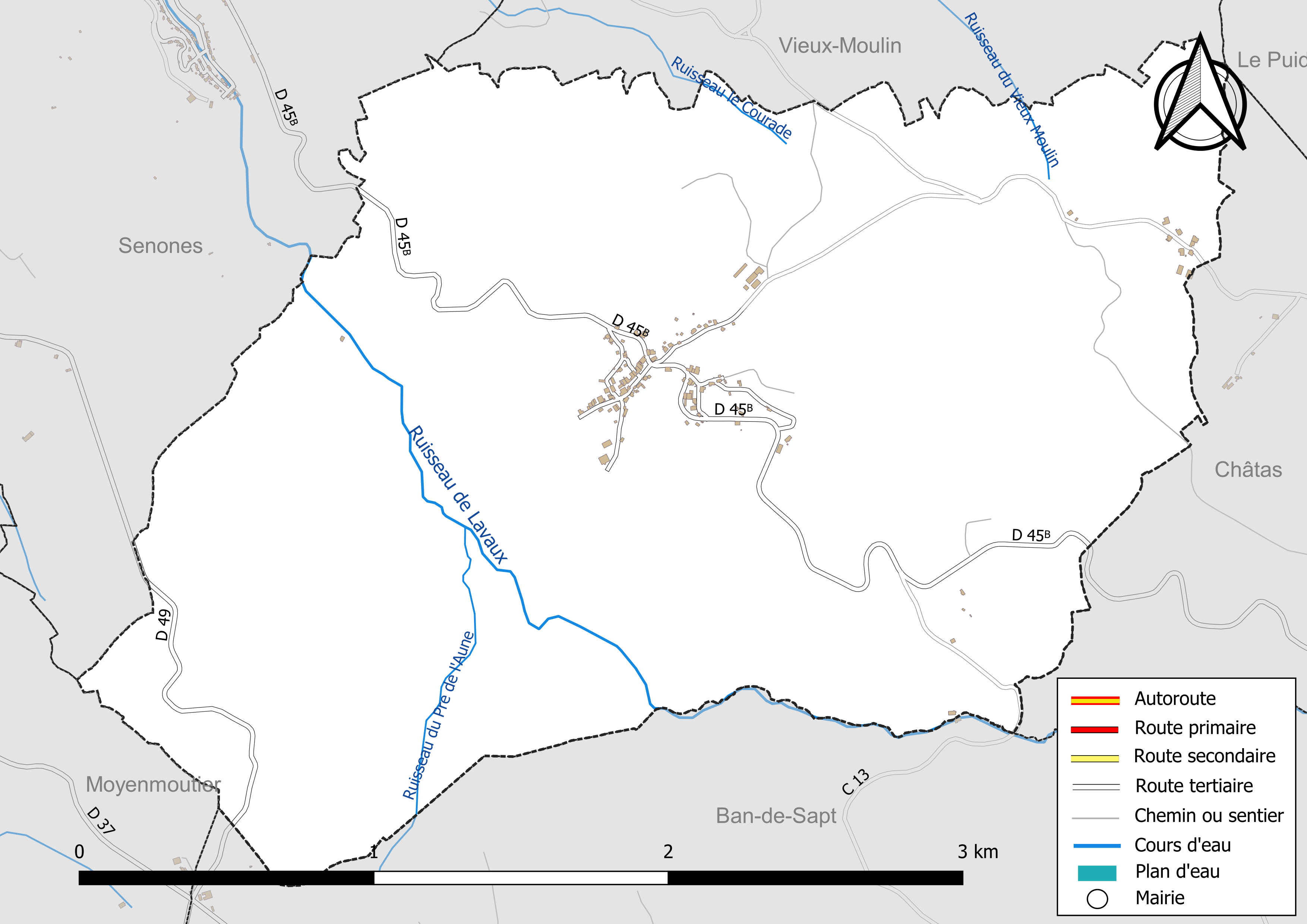
Réseaux hydrographique et routier de Ménil-de-Senones.

La qualité des eaux de baignade et des cours d’eau peut être consultée sur un site dédié géré par les agences de l’eau et l’Agence française pour la biodiversité.

### Climat
Pour des articles plus généraux, voir Climat du Grand Est et Climat des Vosges.
En 2010, le climat de la commune est de type climat de montagne, selon une étude du Centre national de la recherche scientifique s'appuyant sur une série de données couvrant la période 1971-2000. En 2020, Météo-France publie une typologie des climats de la France métropolitaine dans laquelle la commune est exposée à un climat semi-continental et est dans la région climatique  Vosges, caractérisée par une pluviométrie très élevée (1 500 à 2 000 mm/an) en toutes saisons et un hiver rude (moins de 1 °C). 
Pour la période 1971-2000, la température annuelle moyenne est de 9,1 °C, avec une amplitude thermique annuelle de 16,6 °C. Le cumul annuel moyen de précipitations est de 1 407 mm, avec 14,2 jours de précipitations en janvier et 11,4 jours en juillet. Pour la période 1991-2020, la température moyenne annuelle observée sur la station météorologique de Météo-France la plus proche, « Ban-de-Sapt », sur la commune de Ban-de-Sapt à 4 km à vol d'oiseau, est de 10,3 °C et le cumul annuel moyen de précipitations est de 1 027,3 mm. 
La température maximale relevée sur cette station est de 36,9 °C, atteinte le 7 août 2015 ; la température minimale est de −17 °C, atteinte le 19 décembre 2009,,. 
Les paramètres climatiques de la commune ont été estimés pour le milieu du siècle (2041-2070) selon différents scénarios d'émission de gaz à effet de serre à partir des nouvelles projections climatiques de référence DRIAS-2020. Ils sont consultables sur un site dédié publié par Météo-France en novembre 2022.

## Urbanisme

### Typologie
Au 1er janvier 2024, Ménil-de-Senones est catégorisée commune rurale à habitat dispersé, selon la nouvelle grille communale de densité à sept niveaux définie par l'Insee en 2022.
Elle est située hors unité urbaine. Par ailleurs la commune fait partie de l'aire d'attraction de Saint-Dié-des-Vosges, dont elle est une commune de la couronne,. Cette aire, qui regroupe 47 communes, est catégorisée dans les aires de 50 000 à moins de 200 000 habitants,.

### Occupation des sols
L'occupation des sols de la commune, telle qu'elle ressort de la base de données européenne d’occupation biophysique des sols Corine Land Cover (CLC), est marquée par l'importance des forêts et milieux semi-naturels (73,5 % en 2018), en diminution par rapport à 1990 (77,5 %). La répartition détaillée en 2018 est la suivante : 
forêts (73,5 %), prairies (26,4 %), zones agricoles hétérogènes (0,1 %). L'évolution de l’occupation des sols de la commune et de ses infrastructures peut être observée sur les différentes représentations cartographiques du territoire : la carte de Cassini (XVIIIe siècle), la carte d'état-major (1820-1866) et les cartes ou photos aériennes de l'IGN pour la période actuelle (1950 à aujourd'hui).

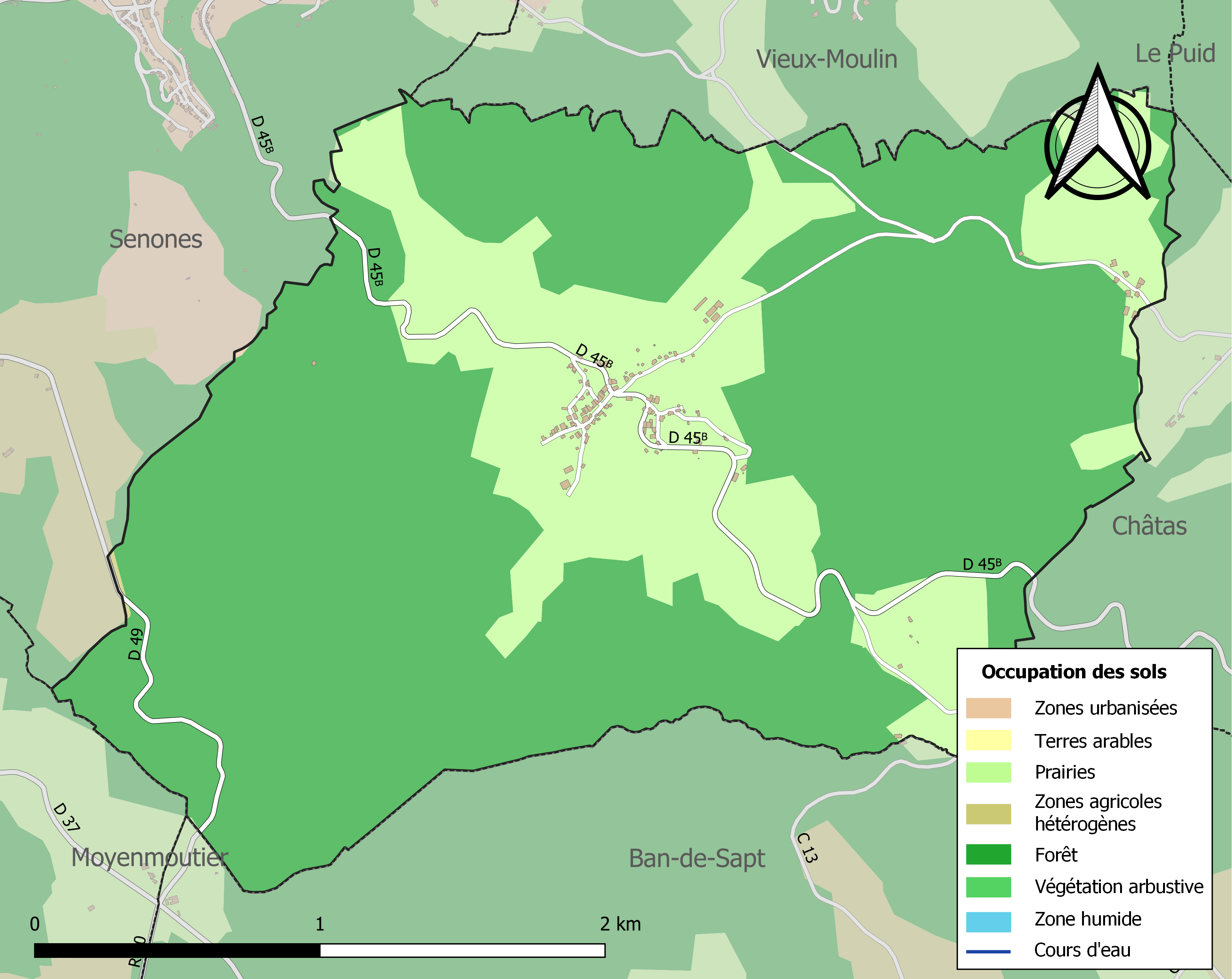
Carte des infrastructures et de l'occupation des sols de la commune en 2018 (CLC).

## Toponymie
Le nom de la localité est attesté sous les formes R. de Masnili (XIIe siècle) ; Mesnil a dessus de Senonne (1525) ; Le Mesnil du Val de Senones (1711) ; appelé aussi Ménil-Saint-Dié (1889).

De l'oïl mesnil « habitation rurale , ferme , manoir »
Ménil est au Sud-Est de Senones.

## Histoire
La dénomination actuelle date du 26 août 1961, succédant à l'appellation Ménil qui entraînait des confusions avec une commune du même département nommée Le Ménil.
La commune a été décorée le 3 janvier 1921 de la croix de guerre 1914-1918.

## Politique et administration

### Budget et fiscalité 2022
En 2022, le budget de la commune était constitué ainsi :
- total des produits de fonctionnement : 82 000 €, soit 597 € par habitant ;
- total des charges de fonctionnement : 73 000 €, soit 530 € par habitant ;
- total des ressources d'investissement : 28 000 €, soit 201 € par habitant ;
- total des emplois d'investissement : 51 000 €, soit 375 € par habitant ;
- endettement : 59 000 €, soit 428 € par habitant.

Avec les taux de fiscalité suivants :
- taxe d'habitation : 14,99 % ;
- taxe foncière sur les propriétés bâties : 30,33 % ;
- taxe foncière sur les propriétés non bâties : 10,81 % ;
- taxe additionnelle à la taxe foncière sur les propriétés non bâties : 0,00 % ;
- cotisation foncière des entreprises : 0,00 %.

Chiffres clés Revenus et pauvreté des ménages en 2021 : médiane en 2021 du revenu disponible, par unité de consommation : 22 260 €.

### Liste des maires
| Période                                  | Période                       | Identité         | Étiquette | Qualité     |
| ---------------------------------------- | ----------------------------- | ---------------- | --------- | ----------- |
| Les données manquantes sont à compléter. |                               |                  |           |             |
| mars 1971                                | mars 1989                     | André Pierron    |           | Agriculteur |
| Les données manquantes sont à compléter. |                               |                  |           |             |
| mars 2001                                | En cours (au 18 février 2015) | Daniel Lallemand |           | Agriculteur |

## Population et société

### Démographie

#### Évolution démographique
L'évolution du nombre d'habitants est connue à travers les recensements de la population effectués dans la commune depuis 1793. Pour les communes de moins de 10 000 habitants, une enquête de recensement portant sur toute la population est réalisée tous les cinq ans, les populations de référence des années intermédiaires étant quant à elles estimées par interpolation ou extrapolation. Pour la commune, le premier recensement exhaustif entrant dans le cadre du nouveau dispositif a été réalisé en 2005.

En 2022, la commune comptait 122 habitants, en évolution de −10,95 % par rapport à 2016 (Vosges : −2,96 %, France hors Mayotte : +2,11 %).
| 1793 | 1800 | 1806 | 1821 | 1831 | 1836 | 1841 | 1846 | 1856 |
| ---- | ---- | ---- | ---- | ---- | ---- | ---- | ---- | ---- |
| 338  | 365  | 402  | 436  | 497  | 545  | 510  | 508  | 453  |

| 1861 | 1866 | 1876 | 1881 | 1886 | 1891 | 1896 | 1901 | 1906 |
| ---- | ---- | ---- | ---- | ---- | ---- | ---- | ---- | ---- |
| 476  | 452  | 402  | 381  | 407  | 430  | 399  | 406  | 396  |

| 1911 | 1921 | 1926 | 1931 | 1936 | 1946 | 1954 | 1962 | 1968 |
| ---- | ---- | ---- | ---- | ---- | ---- | ---- | ---- | ---- |
| 382  | 215  | 230  | 204  | 211  | 179  | 174  | 157  | 149  |

| 1975 | 1982 | 1990 | 1999 | 2005 | 2006 | 2010 | 2015 | 2020 |
| ---- | ---- | ---- | ---- | ---- | ---- | ---- | ---- | ---- |
| 125  | 125  | 105  | 124  | 133  | 134  | 149  | 140  | 127  |

| 2022 | - | - | - | - | - | - | - | - |
| ---- | - | - | - | - | - | - | - | - |
| 122  | - | - | - | - | - | - | - | - |

### Enseignement
Établissements d'enseignements :
- Écoles maternelles et primaires à Senones, La Petite-Raon, Ban-de-Sapt, Hurbache.
- Collèges à Senones,  Saint-Dié-des-Vosges, Provenchères-et-Colroy.
- Lycées à Saint-Dié-des-Vosges.

### Santé
Professionnels et établissements de santé :
- Médecins à La Petite-Raon, Senones, Moyenmoutier, Étival-Clairefontaine.
- Pharmacies à La Petite-Raon, Senones, Moyenmoutier, Étival-Clairefontaine.
- Hôpitaux à Senones, Raon-l'Étape, Badonviller.

### Cultes
- Culte catholique, Paroisse Saint-Maurice-du-Rabodeau[30], Diocèse de Saint-Dié.

## Économie

### Entreprises et commerces

#### Agriculture
- Agriculture. L'enquête thématique régionale (architecture rurale des Hautes-Vosges) a permis de recenser les maisons et fermes du XVIe siècle au XIXe siècle[31].
- Sylviculture et autres activités forestières.
- Culture de fruits à pépins et à noyau.
- Élevage de vaches laitières.

#### Tourisme
- Hébergements et restauration à Senones, Denipaire, Grandrupt, Belval, La Voivre.

#### Commerces
- Commerces et services de proximité.

## Culture locale et patrimoine

### Lieux et monuments
- Monuments commémoratifs :

Monument aux morts.
- Patrimoine architectural rural recensé par le service de l'Inventaire général du patrimoine culturel[33],[34],[35].

### Personnalités liées à la commune
- Christophe Dieudonné, né en 1757, mort le 22 février 1805, avocat, membre de l'Assemblée nationale législative[36], préfet du Nord.

## Pour approfondir